# Bentley (cocktail)
Il Bentley è un cocktail alcolico a base di dubonnet e calvados. Ha fatto parte della lista dei cocktail riconosciuti ufficialmente dall'IBA dal 1961 al 1986.

## Storia
Il Bentley venne inventato nel 1927 in occasione della vittoria di Sammy Davis e Dudley Benjafield della quinta edizione della 24 Ore di Le Mans, famosa gara automobilistica annuale che si svolge al Circuit de la Sarthe vicino a Le Mans in Francia.
Per festeggiare la vittoria i due piloti si recarono presso il bar del Savoy Hotel di Londra in cui lavorava il barman Harry Craddock, che creò questa ricetta chiamandola "Bentley" in onore della Bentley 3 Litre, l'auto con cui gareggiarono Benjafield e Davis.
Il Bentley venne inserito nei libri "Cocktail Safari, un viaggio avventuroso nella storia di oltre 70 drink" di Stefano Nincevich e nel 1930 in "The Savoy cocktail book".

## Composizione

### Ingredienti
- 1/2 di dubonnet
- 1/2 di calvados[1]

### Preparazione
Il drink si prepara versando gli ingredienti all'interno di uno shaker con cubetti di ghiaccio. Agitare vigorosamente e filtrare con uno strainer in una coppetta da cocktail precedentemente raffreddata.